# SCX
SCX (англ. Scleraxis bHLH transcription factor) – білок, який кодується однойменним геном, розташованим у людей на короткому плечі 8-ї хромосоми. Довжина поліпептидного ланцюга білка становить 201 амінокислот, а молекулярна маса — 21 596.
| 10         |  | 20         |  | 30         |  | 40         |  | 50         |
| ---------- |  | ---------- |  | ---------- |  | ---------- |  | ---------- |
| MSFATLRPAP |  | PGRYLYPEVS |  | PLSEDEDRGS |  | DSSGSDEKPC |  | RVHAARCGLQ |
| GARRRAGGRR |  | AGGGGPGGRP |  | GREPRQRHTA |  | NARERDRTNS |  | VNTAFTALRT |
| LIPTEPADRK |  | LSKIETLRLA |  | SSYISHLGNV |  | LLAGEACGDG |  | QPCHSGPAFF |
| HAARAGSPPP |  | PPPPPPARDG |  | ENTQPKQICT |  | FCLSNQRKLS |  | KDRDRKTAIR |
| S          |  |            |  |            |  |            |  |            |

A: Аланін

C: Цистеїн

D: Аспарагінова кислота

E: Глутамінова кислота

F: Фенілаланін

G: Гліцин

H: Гістидин

I: Ізолейцин

K: Лізин

L: Лейцин

M: Метіонін

N: Аспарагін

P: Пролін

Q: Глутамін

R: Аргінін

S: Серин

T: Треонін

V: Валін

Кодований геном білок за функціями належить до активаторів, білків розвитку. 
Задіяний у таких біологічних процесах, як транскрипція, регуляція транскрипції. 
Білок має сайт для зв'язування з ДНК. 
Локалізований у ядрі.